# Casimir-Ney
Pour les articles homonymes, voir Escoffier et Ney.
Louis-Casimir Escoffier, dit Casimir-Ney, est un altiste et compositeur français né le 24 février 1801 à Paris et mort le 3 février 1877 à Arras.

## Biographie
Louis Casimir Escoffier naît le 24 février 1801 (5 ventôse an IX) à Paris.
On ne sait rien de sa formation musicale ni de son début de carrière. Il épouse la cantatrice Caroline Nay le 25 octobre 1823.
Comme compositeur, il publie sa première œuvre, un trio à cordes dédié à Chrétien Urhan, en 1832, . Comme interprète, il devient l'un des artistes à l'alto les plus recherchés de la capitale.
Casimir-Ney est l'altiste à partir de 1845 du quatuor à cordes fondé par Delphin Alard (Société Alard-Chevillard de 1845 à 1847, puis Société Alard-Franchomme de 1847 à 1866), participe à la Société de musique classique (entre 1847 et 1849) ainsi qu'aux séances de musique de chambre données par le violoncelliste Charles Lebouc et par le contrebassiste Achille Gouffé.
Frédéric Lainé relève que Casimir-Ney est « jusqu'en 1866, date à laquelle il prend une retraite anticipée à la suite d'un affaiblissement de la vue, l'un des artistes les plus prisés de la vie musicale parisienne, partenaire de Saint-Saëns, des violonistes J. Joachim, C. Sivori, H. W. Ernst ».
À compter de 1841, il devient membre de la Société académique des Enfants d'Apollon, société dont il est président en 1853.
Comme interprète, il est l'un des premiers à faire carrière en se consacrant exclusivement à l'alto, et non à alterner violon et alto comme souvent,. Considéré comme l'héritier d'Urhan en raison de la qualité de son jeu, il est notamment loué par la critique pour « le velouté et la largeur de sa sonorité ».
Comme compositeur, Casimir-Ney est l'auteur de quelques partitions de musique de chambre (un quintette à cordes et un quatuor à cordes), de mélodies, de pièces de musique légère et de salon ainsi que d'un recueil de 24 Préludes pour alto-viola publié à Paris vers 1849, des préludes dédiés à son instrument « qui représentent la plus ambitieuse tentative d'écriture virtuose pour l'alto au XIXe siècle ».
Il meurt le 3 février 1877 à Arras,.